# Юлія Пастрана
Ю́лія Пастра́на (1834—1860) — бородата жінка.
Дитиною знайдена в Мексиці, далеко від населених місць. Як вона там опинилася, невідомо. У 50-х роках XIX століття демонструвалася в Європі, у тому числі в 1858 році — в Росії. Володіла двома мовами — іспанською і англійською. Померла від пологів, за одними відомостями — в Москві, за іншими — в Німеччині.
Згадується в розповіді Аркадія Аверченка «На Французькій виставці за сто років», повісті Льва Толстого «Поликушка». Володимир Гіляровський свідчив, що навіть в його час Пастрана згадувалася у вигуках балаганників.
У 1860 році народила дитину, яка померла через три дні, а ще через 2 дні померла сама від післяпологових ускладнень. Тіла жінки та її дитини були муміфіковані та згодом періодично виставлялися до 1970-х років. З 1979 тіло зберігалося спочатку в Інституті судової медицини, а потім в Університеті Осло. У 2013 році тіло було передано до Мексики та поховано.